# Xyris spectabilis
Xyris spectabilis är en gräsväxtart som beskrevs av Carl Friedrich Philipp von Martius. Xyris spectabilis ingår i släktet Xyris och familjen Xyridaceae. Inga underarter finns listade i Catalogue of Life.